# Se Meu Dólar Falasse...
Se Meu Dólar Falasse... é um filme brasileiro de 1970, dirigido por Carlos Coimbra, do gênero comédia.

## Enredo
Dona de uma boutique, Bisisica (Dercy Gonçalves), é encarregada pela Madame Veruska (Zélia Hoffman) , sem saber, de efetuar um grande transação do tráfico de drogas, que envolve quinze mil dólares e cinco quilos de cocaína escondida no interior de uma estatueta chinesa. Uma série de equívocos acontece e o dinheiro vai parar no lixão da cidade e é descoberto por um grupo de mendigos.
A cena da perseguição final mostra imagens do centro de São Paulo (buraco do Ademar, túnel Nove de Julho) e do Aeroporto de Viracopos.

## Elenco
| Ator             | Personagem        |
| ---------------- | ----------------- |
| Dercy Gonçalves  | Bisisica          |
| Grande Otelo     | Tisiu             |
| Borges de Barros | Comendador        |
| Zilda Cardoso    | Catifunda (Perua) |
| David Cardoso    | Gustavo           |
| Zélia Hoffman    | Madame Veruska    |
| Sadi Cabral      | Profeta           |
| Leda Lúcia       | Lúcia             |
| Roberto Ferreira | Zé Gaveta         |
| Miguel Rosenberg | Chefe do Lixo     |
| Norberto Nardone | Robertinho        |
| Hiroshi Nardone  | Subaiaky          |
| Valery Martins   | Marilda           |
| Milton Ribeiro   | Detetive Galdino  |
| Manoel Vieira    | Zacarias          |
| Dedé Santana     | Gerente do Banco  |
| Dino Santana     | ?                 |
| Marlene França   | ?                 |